# Ryan Trebon
Ryan Trebon (né le 5 mars 1981 à Loma Linda) est un coureur américain, spécialiste du cyclo-cross et de VTT.

## Palmarès en cyclo-cross
- 2005-2006
  -  Champion des États-Unis de cyclo-cross
- 2007-2008
  -  Champion des États-Unis de cyclo-cross
- 2009-2010
  - Granogue Cross, Wilmington
  - Wissahickon Cross, Philadelphie
  - USGP of Cyclocross - Derby City Cup 1, Louisville
  - USGP of Cyclocross - Mercer Cup 1, West Windsor
  - 2e du championnat des États-Unis de cyclo-cross
- 2010-2011
  - Darkhorse Cyclo-Stampede International Cyclo-cross, Covington
  - Carousel Volkswagen Jingle Cross Rock presented by Scheels 2, Iowa City
  - 2e du championnat des États-Unis de cyclo-cross
- 2011-2012
  - USGP of Cyclocross #1 - Planet Bike Cup 1, Sun Prairie
  - USGP of Cyclocross #3 - New Belgium Cup 1, Fort Collins
  - Cross After Dark Series #4 - Spooky Cross, Irvine
  - Spooky Cross, Irvine
  - Colorado Cross Classic, Boulder
  - Java Johnny's - Lionhearts International Cyclo-cross, Middletown
  - Chicago Cyclocross Cup New Year's Resolution 1, Bloomingdale
  - Chicago Cyclocross Cup New Year's Resolution 2, Bloomingdale
  - 2e du championnat des États-Unis de cyclo-cross
- 2012-2013
  - USGP of Cyclocross #7 - Deschutes Cup 1, Bend
  - NEPCX #2 - Grand Prix of Gloucester 2, Gloucester
  - Cross After Dark Series #3 - Cincy 3 - Lionhearts International, Middletown
  - Victory Circle Graphix Boulder Cup, Boulder
  - Cincy3 Darkhorse Cyclo-Stampede, Covington
- 2013-2014
  - Colorado Cross Classic, Boulder
  - Cincy3 Darkhorse Cyclo-Stampede, Covington
  - MudFund Derby City Cup 1, Louisville
  - CXLA Weekend: Day 1 - Cross After Dark, Los Angeles
  - 2e du championnat des États-Unis de cyclo-cross

## Palmarès en VTT
- 2006
  -  Champion des États-Unis de cross-country